# ان‌جی‌سی ۷۲۱۷
ان‌جی‌سی ۷۲۱۷ (انگلیسی: NGC 7217) نام یک کهکشان در صورت فلکی اسب بالدار است.